# Liste der Baudenkmale in Penkun
In der Liste der Baudenkmale in Penkun sind alle denkmalgeschützten Bauten der vorpommerschen Stadt Penkun und ihrer Ortsteile aufgelistet. Grundlage ist die Veröffentlichung der Denkmalliste des Kreises Uecker-Randow mit dem Stand vom 1. Februar 1996.

## Baudenkmale nach Ortsteilen

### Penkun
| ID | Lage                             | Bezeichnung | Beschreibung | Bild                                                                       |
| -- | -------------------------------- | --- | --- | -------------------------------------------------------------------------- |
|    | Breite Straße 19 (Karte)         | Wohnhaus | | Wohnhaus                                                                   |
|    | (Karte)                          | Friedhof, Grabgitter Mater, Kuchenbecker und Vandree und Mausoleum                                                   | |                                                                            |
|    | (Karte)                          | Kirche mit Kirchhofmauer                                                                                             | Neogotische Stadtkirche von 1862, Vorgängerbau 1854 abgebrannt; Orgel von 1863. | Weitere Bilder                                                             |
|    | (Karte)                          | Kriegerdenkmal auf dem Friedhof                                                                                      | |                                                                            |
|    |                                  | Kriegerdenkmal 1860 und 1870/1871 (an der Kirche)                                                                    | | Kriegerdenkmal 1860 und 1870/1871 (an der Kirche)                          |
|    | Julian-Marchlewski-Weg 2 (Karte) | Hospitalhaus St. Georg                                                                                               | | Weitere Bilder                                                             |
|    | Lange Straße 39 (Karte)          | Wohnhaus | | Wohnhaus                                                                   |
|    | Lange Straße 42 (Karte)          | Wohnhaus | | Wohnhaus                                                                   |
|    | (Karte)                          | Schloss Penkun mit Toreinfahrt, Torhaus und danebenliegendem Wohnstallhaus, Mauer, Speicher, Stallspeicher und Stall | Grenzburg bei Penkun, erstmals 1190 erwähnt; Burg vom 13. Jahrhundert; Herzog Bogislaw X. belehnte 1479 Werner von der Schulenburg mit Burg und Stadt. Schlossbau 1484 bis 1486 unter Einbeziehung bestehender Teile; Umbau als 3-geschossige Dreiflügelanlage von 1580 und 1590 im Stil der Renaissance nach Plänen von wahrscheinlich Thaddäus Paglion; zwei Portale vom 17. Jh. | Weitere Bilder                                                             |
|    |                                  | Stadtmauer (am Jungfernstieg und in der Werner-von-der-Schulenburg-Straße)                                           | | Stadtmauer (am Jungfernstieg und in der Werner-von-der-Schulenburg-Straße) |

### Büssow
| ID | Lage | Bezeichnung | Beschreibung | Bild |
| -- | ---- | ----------- | ------------ | ---- |
|    |      | Gutsstall   |              |      |

### Grünz
| ID | Lage    | Bezeichnung               | Beschreibung | Bild                      |
| -- | ------- | ------------------------- | --- | ------------------------- |
|    | (Karte) | Kirche mit Friedhofsmauer | Feldsteinkirche von 1229; 1888 ausgebrannt und dann Wiederaufbau mit neogotischem, 3-gesch. Turm mit spitzem Helm; Altarraum in der Apsis, östl. Stufengiebel; Taufbecken von 1685. | Kirche mit Friedhofsmauer |

### Radewitz
| ID | Lage               | Bezeichnung                                                                                            | Beschreibung                                                                                     | Bild |
| -- | ------------------ | --- | ------------------------------------------------------------------------------------------------ | ---- |
|    | Dorfstraße (Karte) | Stall (westliche Ortsrandlage)                                                                         |                                                                                                  |      |
|    | (Karte)            | Gutsanlage mit Gutshaus, Park, Brennerei, Stallspeicher, zwei Ställen, zwei Scheunen und Feldsteinhaus | 2-gesch., 11- bzw. 17-achs. Putzbau von um 1900 mit zwei Seitenflügel und Walmdächern; Leerstand |      |
|    |                    | Wohnhaus („Amtshaus“) und Stall                                                                        |                                                                                                  |      |

### Sommersdorf
| ID | Lage                      | Bezeichnung                                      | Beschreibung | Bild                                             |
| -- | ------------------------- | ------------------------------------------------ | --- | ------------------------------------------------ |
|    | (Karte)                   | Kirche mit Kirchhofmauer                         | Gotischer, heute verputzter Bau von 1276; erhalten sind nur noch die Feldsteinwände mit Resten alter Fensterbögen; neugotischer Turm von 1897 mit kleinem Museum mit Inventaren aus Kirche, Dorf und Schule.                                                            | Kirche mit Kirchhofmauer                         |
|    |                           | Kriegerdenkmal 1914/1918 (vor der Kirchhofmauer) | | Kriegerdenkmal 1914/1918 (vor der Kirchhofmauer) |
|    |                           | Sühnestein (vor der Kirchhofmauer)               | Sühnestein bzw. Mordwange von Sommersdorf von 1423; rechteckiger, gotländischer Kalksandstein mit Griechischem Kreuz und gotischen Minuskeln. Anlass: Henrik von Ramin aus Wartin wurde von Bauern erschlagen, weil er den Frauen der Landarbeiter Gewalt angetan habe. | Sühnestein (vor der Kirchhofmauer)               |
|    | Wartiner Straße 7 (Karte) | Wohnhaus, Stall und Scheune                      | | Weitere Bilder                                   |

### Storkow
| ID | Lage          | Bezeichnung                           | Beschreibung | Bild                     |
| -- | ------------- | ------------------------------------- | ------------ | ------------------------ |
|    | Dorfstraße 24 | Stallspeicher                         |              |                          |
|    | Dorfstraße 33 | Stallspeicher                         |              |                          |
|    | (Karte)       | Kirche mit Kirchhofmauer              |              | Kirche mit Kirchhofmauer |
|    | (Karte)       | Kriegerdenkmal 1914/1918 (Dorfstraße) |              |                          |
|    | (Karte)       | Windmühle (östlich des Ortes)         |              |                          |

### Wollin
| ID | Lage          | Bezeichnung                                                  | Beschreibung | Bild                                              |
| -- | ------------- | ------------------------------------------------------------ | ------------ | ------------------------------------------------- |
|    | Dorfstraße 6  | ehem. Pfarrhaus                                              |              | ehem. Pfarrhaus                                   |
|    | Dorfstraße 17 | Kate (gestrichen; Einvernehmen hergestellt: 31. Januar 1997) |              |                                                   |
|    | Dorfstraße 26 | Bauernhaus mit Stall, Scheune und Mauer                      |              |                                                   |
|    | Dorfstraße 32 | Stallspeicher                                                |              |                                                   |
|    | Dorfstraße 39 | Bauernhaus mit zwei Ställen, Scheune und Mauer               |              |                                                   |
|    |               | Kirche mit Kirchhofsmauer und Grabstätte Borchart            |              | Kirche mit Kirchhofsmauer und Grabstätte Borchart |

## Quelle
- Bericht über die Erstellung der Denkmallisten sowie über die Verwaltungspraxis bei der Benachrichtigung der Eigentümer und Gemeinden sowie über die Handhabung von Änderungswünschen (Stand: Juni 1997)

- Karte mit allen Koordinaten:
- OSM |
- WikiMap